# A Bachelor's Wife
A Bachelor's Wife er en amerikansk stumfilm fra 1919 af Emmett J. Flynn.

## Medvirkende
| Skuespiller       | Rolle              |
| ----------------- | ------------------ |
| Mary Miles Minter | Mary O’Rourke      |
| Allan Forrest     | John Stuyvesant    |
| Myrtle Reeves     | Norah Cavanagh     |
| Lydia Knott       |                    |
| Charles Spere     | Fred Stuyvesant    |
| Margaret Shelby   | Genevieve Harbison |
| Harry Holden      | Burt               |